# Voltes de Vallmoll
Les Voltes de Vallmoll són el conjunt de dues voltes del municipi de Vallmoll (Alt Camp). Cadascuna està protegida com a bé cultural d'interès local de manera individualitzada. Al nucli antic de Vallmoll hi ha dues voltes, la del Roser és la més antiga i la de Sant Llorenç és d'arquitectura gòtica. Possiblement les voltes del Roser i de Sant Llorenç formaven part de la muralla.
La del Roser, segons A. Gavaldà, originalment presentava arcs de mig punt, l'estructura dels quals s'ha vist degradada per modificacions posteriors. Fa alguns anys, el propietari de l'edifici situat damunt la volta de Sant Llorenç va dur a terme una reforma important que ha revaloritzat notablement el conjunt.

## Volta del Roser

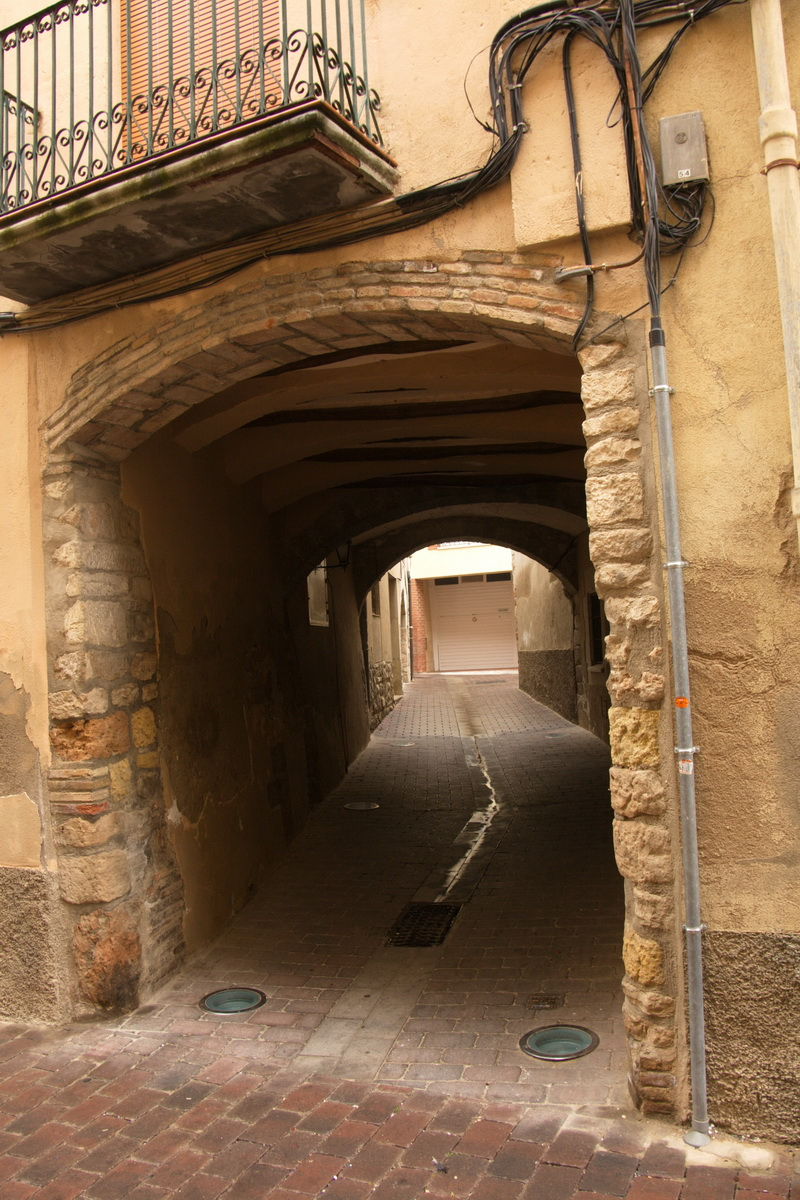
Volta del Roser

La Volta del Roser es tracta d'una obra protegida com a bé cultural d'interès local. És una edificació entre mitgeres que dona als carrers de l'Àngel i del Roser. La volta presenta dos arcs rebaixats als extrems i un embigat interior. La part superior, molt modificada, és ocupada actualment per un habitatge. El material emprat en la construcció dels arcs és la pedra per a les dovelles, amagades sota un arrebossat, i la fusta per a l'embigat.
El conjunt és format per dos trams diferenciats. El tram del carrer del Roser mostra dos arcs escarsers amb dovelles de pedra i volta de maó de pla. La part que dona al carrer de l'Àngel, amb un arc molt rebaixat, té embigat de fusta i arcs rebaixats de reforçament. Possiblement les voltes del Roser i de Sant Llorenç formaven part de la muralla.

## Volta de Sant Llorenç

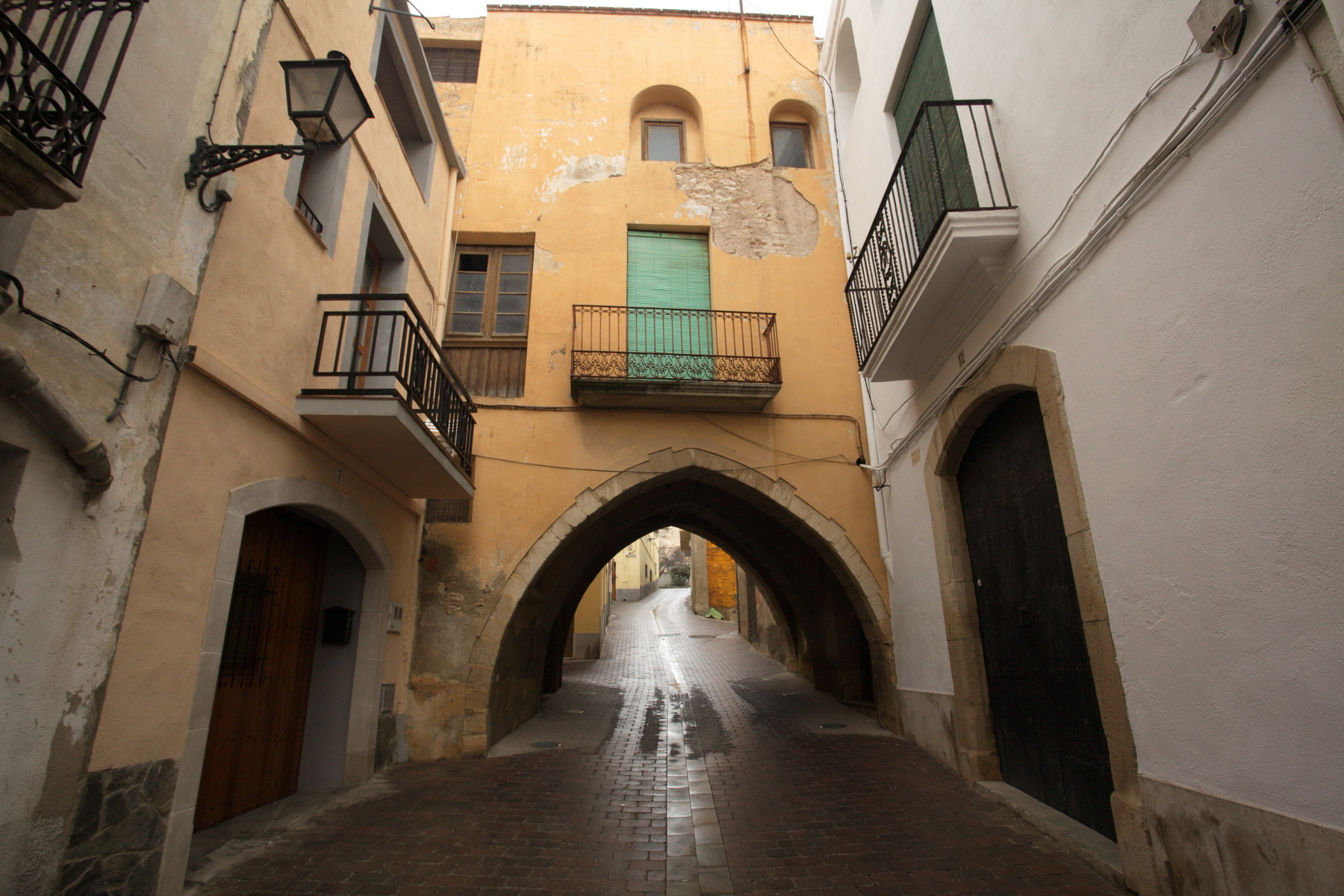
Volta de Sant Llorenç

La Volta de Sant Llorenç és una obra situada al carrer Major del municipi de Vallmoll (Alt Camp) protegida com a bé cultural d'interès local. La volta està situada al carrer Major de Vallmoll. És una edificació entre mitgeres. La formen tres arcs apuntats, que neixen a terra, de dovelles de pedra, units per un embigat de fusta, que suporta un edifici de dos pisos. L'esveltesa dels arcs deixa lloc a l'obertura de finestrals a la part superior. S'ha datat en època gòtica.